# Liste der Stolpersteine im Stuttgarter Stadtbezirk Hedelfingen
In der Liste der Stolpersteine im Stuttgarter Stadtbezirk Hedelfingen sind alle
vier
Stolpersteine aufgeführt, die im Stuttgarter Stadtbezirk Hedelfingen im Rahmen des Projekts des Künstlers Gunter Demnig an bislang vier Terminen verlegt wurden. Jeweils zwei Stolpersteine befinden sich in den Stadtteilen Hedelfingen und Rohracker. Auf Betreiben der Stuttgarter Stolperstein-Initiative Neckarvororte wurde der erste Stolperstein bereits im November 2006 gesetzt, der bislang letzte im Juli 2018.

## Liste
Die Tabelle ist teilweise sortierbar; die Grundsortierung erfolgt alphabetisch nach dem Verlegeort. Die Spalte Person, Inschrift wird nach dem Namen der Person alphabetisch sortiert.
| Bild | Person, Inschrift | Verlegeort                               | Verlege- datum | Information                                     |
| ---- | --- | ---------------------------------------- | -------------- | ----------------------------------------------- |
|      | HIER WOHNTE HEDWIG MAIER JG. 1912 EINGEWIESEN 1926 LANDESFÜRSORGEANSTALT REUTLINGEN-RAPPERTSHOFEN ‚VERLEGT‘ 27.9.1940 GRAFENECK ERMORDET 27.9.1940 ‚AKTION T4‘ | Rohrackerstraße 294 (Rohracker) (Lage)   | 28. Apr. 2017  | Hedwig Maier                                    |
|      | HIER WOHNTE MARIA BLUTHARD JG. 1901 EINGEWIESEN 1923 ‚HEILANSTALT‘ WINNENTAL ERMORDET 30.5.1940 GRAFENECK AKTION T4                                            | Ruiter Straße 37 (Lage)                  |                | Zu Maria Bluthard existiert eine Kurzbiografie. |
|      | HIER WOHNTE ERNST KÖHLER JG. 1899 ERMORDET 22.8.1940 HEILANSTALT GRAFENECK                                                                                     | Schwanenstraße 1 (Lage)                  | 11. Nov. 2006  | Ernst Ferdinand Christian Köhler                |
|      | HIER WOHNTE KARL GLEMSER JG. 1890 EINGEWIESEN 23.5.1927 RABENHOF ELLWANGEN ‚VERLEGT‘ 17.10.1940 GRAFENECK ERMORDET 17.10.1940 ‚AKTION T4‘                      | Sillenbucher Straße 5 (Rohracker) (Lage) | 11. Juli 2018  | Karl Glemser                                    |